# 阿達 (動畫導演)
阿達（1934年6月16日—1987年2月15日），原名徐景達，江蘇崑山人，生於上海，中國動畫師、導演。長期在上海美術電影製片廠工作。

## 導演作品
- 《趕英國》》（1958）
- 《畫廊一夜》（1978）
- 《哪吒鬧海》（1979）
- 《三個和尚》（1981）
- 《三十六個字》（1984）
- 《超級肥皂》（1986）
- 《新裝的門鈴》（1988）